# Tenis stołowy na Igrzyskach Europejskich 2019
Zawody tenisa stołowego podczas Igrzysk Europejskich w 2019 r. w Mińsku odbyły się w dniach 22–29 czerwca 2019 r. w Tenisowym Centrum Olimpijskim. Trzech medalistów w pojedynkach mężczyzn i kobiet zakwalifikowało się do Letnich Igrzysk Olimpijskich 2020.    

## Medaliści i medalistki
| Konkurencja               | Złoto                                                     | Srebro                                                   | Brąz                                                   |
| ------------------------- | --------------------------------------------------------- | -------------------------------------------------------- | ------------------------------------------------------ |
| Gra indywidualna mężczyzn | Timo Boll                                                 | Jonathan Groth                                           | Tomislav Pucar                                         |
| Gra drużynowa mężczyzn    | Niemcy Dimitrij Ovtcharov Patrick Franziska Timo Boll     | Szwecja Jon Persson Kristian Karlsson Mattias Falck      | Portugalia João Monteiro Marcos Freitas Tiago Apolónia |
| Gra indywidualna kobiet   | Fu Yu                                                     | Han Ying                                                 | Ni Xialian                                             |
| Gra drużynowa kobiet      | Niemcy Han Ying Nina Mittelham Shan Xiaona Petrissa Solja | Rumunia Bernadette Szőcs Daniela Dorean Elizabeta Samara | Polska Li Qian Natalia Bajor Natalia Partyka           |
| Deble mieszane            | Niemcy Patrick Franziska Petrissa Solja                   | Rumunia Ovidiu Ionescu Bernadette Szőcs                  | Francja Tristan Flore Laura Gasnier                    |

## Źródła
https://www.ettu.org/fileadmin/redaktion/Competitions/European_Games/Minsk-2019-EG-TT_NOCs_Confirmed_Allocated_Reallocated-Quota-Places_04-2019.pdf
https://www.ettu.org/en/n/news/2018/december/12-men---s-and-12-women---s-teams-qualify-for-the-european-games-2019/
http://results.ittf.link/index.php?option=com_fabrik&view=list&listid=116&Itemid=291